# NeSpoon
NeSpoon (wcześniej Elżbieta Dymna) – polska artystka współczesna, tworząca na pograniczu street artu, ceramiki, malarstwa  i sztuki konceptualnej. W swoich pracach wykorzystuje motywy zdobnicze zaczerpnięte ze światowego dorobku sztuki koronczarskiej.

## Życie i twórczość

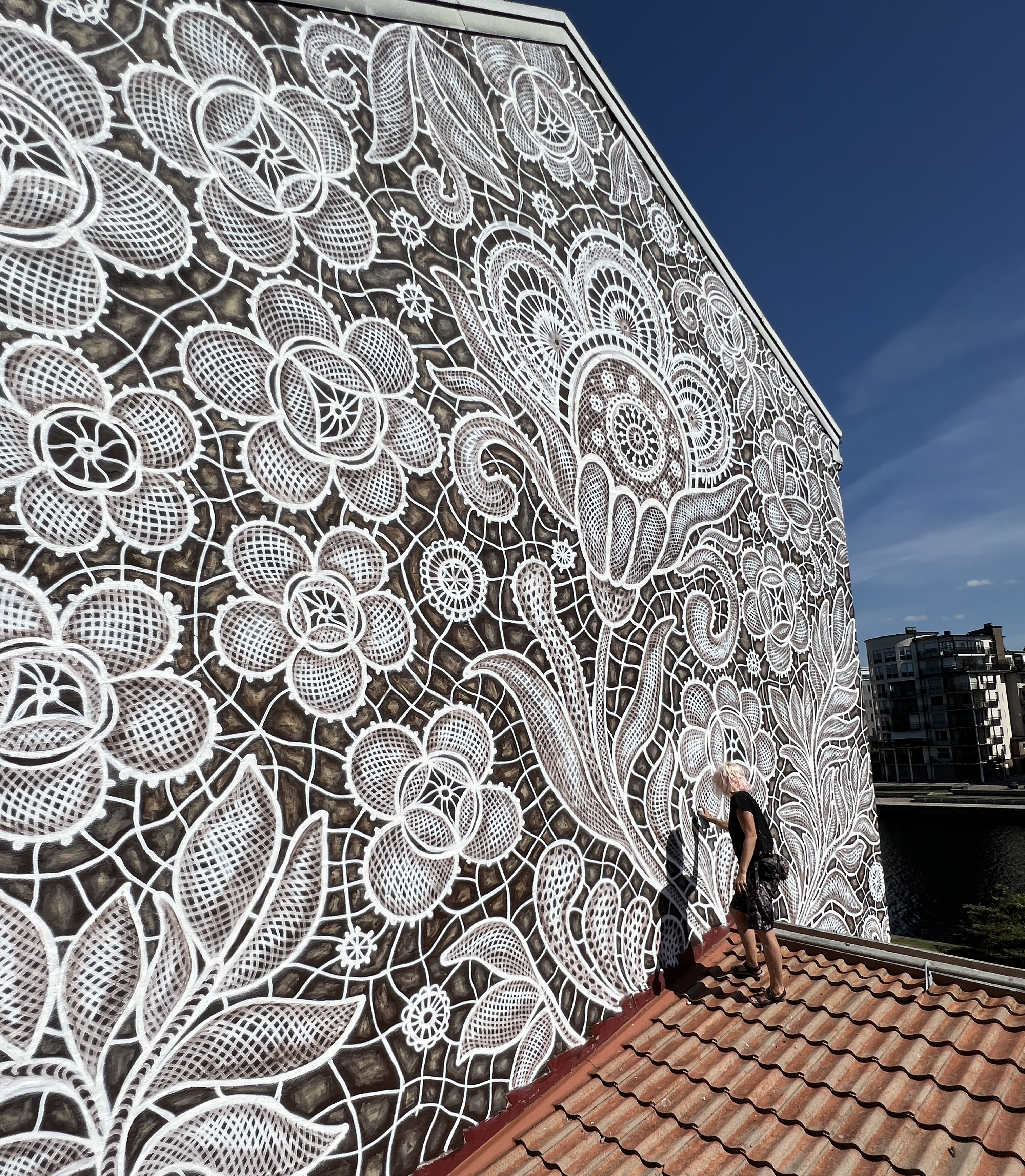
Mural z motywem koronki. Szwecja, Helmstad, 2022

NeSpoon określa swoje nazwisko jako neologizm będący odzwierciedleniem swojego stosunku do życia. Twierdzi, że urodziła się w roku 2009, choć data ta określa moment wykonania przez nią pierwszej pracy bezpośrednio na ulicy. Wcześniej skupiała się na tradycyjnym, olejnym malarstwie sztalugowym. 
Jako dziecko, w latach 1986-1990, mieszkała w Berlinie Zachodnim, uczęszczała jednak do polskiej szkoły w Berlinie Wschodnim, często przekraczając z tego powodu przejście graniczne Checkpoint Charlie. Wolnościowe graffiti i polityczne murale, które obserwowała wtedy na rozdzielającym miasto Murze Berlińskim ukształtowały jej pojmowanie roli sztuki w przestrzeni miasta.
W większości swoich prac wykorzystuje motywy koronek, tworząc murale, uliczne graffiti, obiekty ceramiczne, instalacje site-specific i projekty konceptualne. Twierdzi, że koronkowe wzory zawierają uniwersalny kod estetyczny, rozpoznawalny i lubiany na całym świecie.
Jest pionierką tzw. biżuterii miejskiej - niewielkich, pracochłonnych, ceramicznych obiektów o ozdobnym charakterze, przyklejanych do ścian w mieście. We wczesnym etapie działalności tworzyła również street art dla dzieci („Biedronki”).
Jest autorką projektów konceptualnych i sztuki zaangażowanej społecznie. W swoich pracach wypowiada się na temat zmian klimatycznych ("Świat bez wody"), rabunkowej gospodarki leśnej ("Epitafium dla lasu"), wojen informacyjnych ("Scrabble"), bezdomności ("Serwis dla gołębi"), wojennych traum ("Blizny) czy przemian społecznych ("Prekariat"). Za swój najważniejszy projekt uważa "Myśli" - konceptualny projekt z pogranicza ceramiki i urban artu. Projekt ten rozpoczęła w roku 2012 i zamierza kontynuować do finałowej wystawy w roku 2042.
Ma na koncie wystawy indywidualne (we Włoszech, Francji, Polsce i Australii) i liczne zbiorowe. Jej prace prezentowane były m.in. w Muzeum Louvre w Lens (Francja), w Pawilonie Polskim podczas Expo2020 w Dubaju czy w Parlamencie Europejskim. Jej murale i uliczne graffiti można zobaczyć w ponad 30 krajach na 5 kontynentach, m.in. w Hiszpanii, Włoszech , Holandii, Wielkiej Brytanii, Francji, Portugalii, Szwecji, Austrii, Hongkongu, Stanach Zjednoczonych, Niemczech, Australii, Nowej Zelandii, Tajlandii, Indiach, Tunezji, Egipcie czy Tanzanii. W Polsce jej prace znaleźć można m.in. w Warszawie, Gdańsku, Nowogrodzie, Bielsku-Białej, Bobowej, Lublinie, Wrocławiu, Olsztynie. W 2016 roku namalowała motyw koronki koniakowskiej w centrum Koniakowa.

## Działalność społeczna i nagrody
W roku 2007 NeSpoon (wtedy jako Elżbieta Dymna) wraz z grupą przyjaciół założyła stowarzyszenie MiastoMojeAwNim, w którym objęła funkcję prezeski (do roku 2015). Celem stowarzyszenia było doprowadzenie do uchwalenia ustawy regulującej obecność reklamy w przestrzeni publicznej. Po 8 latach działalności lobbyingowej i edukacyjnej cel stowarzyszenia został osiągnięty - 24 kwietnia 2015 r. Sejm RP uchwalił tzw. Ustawę krajobrazową. 
W roku 2011 za działalność w stowarzyszeniu otrzymała Honorowe Obywatelstwo Miasta Stołecznego Warszawy przyznane przez prezydent Hannę Gronkiewicz-Waltz, a w  roku 2014 za działania na rzecz ochrony krajobrazu jako dziedzictwa kulturowego została odznaczona Brązowym Krzyżem Zasługi przez Prezydenta RP Bronisława Komorowskiego.
W roku 2009, wspólnie z Marcinem Rutkiewiczem, założyła Fundację Sztuki Zewnętrznej. Nakładem Fundacji ukazały się publikacje albumowe dokumentujące polski street art. Biblioteka Raczyńskich przyznała książce "Polski Street Art" cz. 1 tytuł „Najlepszej Książki Jesieni 2009”. W 2010 roku publikacja "Polski street art" cz. 2. otrzymała nagrodę Pióro Fredry 2010.

## Publikacje
- Elżbieta Dymna, Marcin Rutkiewicz Polski Outdoor, wyd. Klucze, Warszawa 2009 ISBN 978-83-6159-412-3[30]
- Elżbieta Dymna, Marcin Rutkiewicz Polski Street Art, wyd. Cartablanca / PWN, Warszawa 2010, ISBN 978-83-7705-199-3[31]
- Elżbieta Dymna, Marcin Rutkiewicz Polski Street Art cz. 2 - Między anarchią a galerią., wyd. Cartablanca / PWN, Warszawa 2012, ISBN 978-83-7705-203-7[32]
- NeS NeSpoon, Marcin Rutkiewicz NeSpoon, nakładem Fundacji Sztuki Zewnętrznej, Warszawa 2022, ISBN 97883943990-1-6